# Microtritia stria
Microtritia stria (лат.) — вид панцирных клещей рода Microtritia из семейства Euphthiracaridae (Oribatida).

## Распространение
Новая Зеландия: Capleston Beetle Reserve, Redmans CK.

## Описание
Микроскопического размера клещи, длина около 0,4 мм. Общая окраска желтоватая. Поверхность тела пунктированная (кроме задней части продорзума). Длина продорзума 0,335—0,340 мм, ширина 0,250—0,260 мм, высота 0,110—0,140 мм. Нотогастер (задняя дозальная часть опистосомы): 0,470—0,660 мм (длина), 0,424—0,450 мм (ширина), 0,475—0,490 мм (высота)
.
Таксон Microtritia stria близок к виду Microtritia novazealandiensis Niedbała, 2006, отличаясь строением нотогастера. Вид был впервые описан в 2014 году в ходе ревизии, проведённой китайским акарологом Донгом Лью (Dong Liu; Northeast Institute of Geography and Agroecology, Chinese Academy of Sciences, Чанчунь, Китай) и новозеландским зоологом Чжи-Кваном Чжангом (Zhi-Qiang Zhang; Centre for Biodiversity & Biosecurity, School of Biological Sciences, University of Auckland, Окленд, Новая Зеландия).